# Metall-Drache
Der Metall-Drache (Gengchen (chinesisch 庚辰, Pinyin gēngchén)) ist das 17. Jahr des chinesischen Kalenders (siehe Tabelle 天支 60-Jahre-Zyklus). Es ist ein Begriff aus dem Bereich der chinesischen Astrologie und bezeichnet diejenigen Mondjahre, die durch eine Verbindung des siebten Himmelsstammes (庚,  gēng, Element Metall und Yáng) mit dem fünften Erdzweig (辰,  chén), symbolisiert durch den Drachen (龍,  lóng), charakterisiert sind.
Nach dem chinesischen Kalender tritt eine solche Verbindung alle 60 Jahre ein. Das letzte Metall-Drache-Jahr begann 2000 und dauerte wegen der Abweichung des chinesischen vom gregorianischen Kalenderjahr vom 5. Februar 2000 bis 23. Januar 2001.

## Metall-Drache-Jahr
Im chinesischen Kalenderzyklus ist das Jahr des Metall-Drachen 庚辰 gēngchén das 17. Jahr (am Beginn des Jahres: Erde-Hase 己卯 jǐmǎo 16).
| Liste der Metall-Drache-Jahre des 60-Jahres-Zyklus (Ende des Zyklus – bei Zählung vom 1. Regierungsjahr Huángdì) (Beginn des Zyklus – bei Zählung vom 61. Regierungsjahr Huángdì)            |              |              |              |              |              |              |              |              |              |              |
| Zykl. | 0            | 1            | 2            | 3            | 4            | 5            | 6            | 7            | 8            | 9            |
| 0 | 2681 v. Chr. | 2621 v. Chr. | 2561 v. Chr. | 2501 v. Chr. | 2441 v. Chr. | 2381 v. Chr. | 2321 v. Chr. | 2261 v. Chr. | 2201 v. Chr. | 2141 v. Chr. |
| 10 | 2081 v. Chr. | 2021 v. Chr. | 1961 v. Chr. | 1901 v. Chr. | 1841 v. Chr. | 1781 v. Chr. | 1721 v. Chr. | 1661 v. Chr. | 1601 v. Chr. | 1541 v. Chr. |
| 20 | 1481 v. Chr. | 1421 v. Chr. | 1361 v. Chr. | 1301 v. Chr. | 1241 v. Chr. | 1181 v. Chr. | 1121 v. Chr. | 1061 v. Chr. | 1001 v. Chr. | 941 v. Chr.  |
| 30 | 881 v. Chr.  | 821 v. Chr.  | 761 v. Chr.  | 701 v. Chr.  | 641 v. Chr.  | 581 v. Chr.  | 521 v. Chr.  | 461 v. Chr.  | 401 v. Chr.  | 341 v. Chr.  |
| 40 | 281 v. Chr.  | 221 v. Chr.  | 161 v. Chr.  | 101 v. Chr.  | 41 v. Chr.   | 20           | 80           | 140          | 200          | 260          |
| 50 | 320          | 380          | 440          | 500          | 560          | 620          | 680          | 740          | 800          | 860          |
| 60 | 920          | 980          | 1040         | 1100         | 1160         | 1220         | 1280         | 1340         | 1400         | 1460         |
| 70 | 1520         | 1580         | 1640         | 1700         | 1760         | 1820         | 1880         | 1940         | 2000         | 2060         |
| 80 | 2120         | 2180         | 2240         | 2300         | 2360         | 2420         | 2480         | 2540         | 2600         | 2660         |
| Hinweis: Die laufende Nr. des Zyklus ergibt sich aus der Zeilen-Nr. addiert mit der Spalten-Nr. Beispiel: Das Metall-Drache-Jahr des 35. Zyklus (Zeile 30 + Spalte 5) entspricht 581 v. Chr. |              |              |              |              |              |              |              |              |              |              |